# مارت سیم
مارت سیم (استونیایی: Mart Seim، زاده ۲۴ اکتبر ۱۹۹۰) وزنه‌بردار اهل کشور استونی است.
وی در مسابقات قهرمانی وزنه‌برداری جهان ۲۰۱۵ در وزن ۱۰۵+ کیلوگرم مدال برنز مجموع را کسب کرده است.